# Karl O. Koch
Karl O. Koch (* 1. April 1911 in Dresden; † 8. November 1982 in Salzburg, vollständiger Name Karlheinrich Otto Koch) war ein deutscher Musikmanager, Produzent und Opernregisseur. Er war von 1948 bis 1976 Abteilungs-, später Hauptabteilungsleiter Musik beim NWDR, später WDR, in Köln.

## Leben
Sein Vater Heinrich Koch war Architekt (1873–1945) in Dresden, Erbauer u. a. des dortigen Sächsischen Staatsarchivs.

### Frühe Jahre
Karl O. Koch studierte von 1929 bis 1933 zunächst in Berlin Germanistik, Musik- und Theaterwissenschaften und Opernregie. Komposition studierte er dort bei Boris Blacher, sein wichtigster Mentor war Otto Erhardt, der ihm bereits aus Dresden als namhafter Opernregisseur bekannt war. Wegen seiner jüdischen Herkunft ging Otto Erhardt 1933 nach Salzburg, wohin ihm Koch folgte und sein Studium bis 1934 im nahe gelegenen München abschloss. In Salzburg erlernte er bei Clemens Krauss das Dirigierhandwerk, was ihm später als Regisseur und Produzent nützlich sein sollte. Vor der Eingliederung Österreichs ins Deutsche Reich, konnte Otto Erhardt 1936 an die Covent Garden in London gehen, wohin Koch ihm als Stage Manager folgte. 1938 wanderte Erhardt nach Buenos Aires ans Teatro Colón aus und Koch wurde Assistant Stage Director, musste 1939/40 London jedoch nach Kriegsausbruch verlassen.
1940–1941 wurde er Verlagslektor bei Walter de Gruyter & Co. in Berlin, gleichzeitig freischaffender Regisseur in Aachen, Saarbrücken und Wuppertal. In dieser Zeit entstand sein Libretto für Boris Blachers Oper Fürstin Tarakanowa (1941), die in Aachen zur Uraufführung kam. Am 1. April 1942 zunächst als freier Mitarbeiter in die Musikredaktion des Deutschen Europasenders (DES) eingetreten, wurde er im September 1942 als Hauptsachbearbeiter für die Musikproduktion dort fest angestellt. Nächste Station war dann ab 1943 eine neue Außenstelle des DES in Hilversum, wo Koch die Musikredaktion leitete und vom niederländischen Staatsrundfunk als Mitarbeiter übernommen wurde. Anfang September 1944 wurde die Redaktion wegen der beginnenden Kampfhandlungen nach Doetinchem bei Arnheim verlegt und wenige Tage danach ins Oldenburgische Apen. Von dort sendete man bis Kriegsende u. a. in englischer und niederländischer Sprache.

### Neubeginn
Koch verfügte aus den Vorkriegs- und Kriegsjahren auch wegen seiner distanzierten Haltung zum Naziregime über exzellente Verbindungen in der musikalischen Welt.
1945/46 konnte er als Leiter des Künstlerischen Betriebsbüros an der Hamburgischen Staatsoper sein Wirken fortsetzen. Koch war von 1946 bis 1948 Sendeleiter bei Radio Bremen.
1948 wurde Koch von Hanns Hartmann als Abteilungsleiter Sinfonie und Oper an den NWDR nach Köln berufen. Dort konnte er durch zahlreiche Kontakte in seinen früheren Tätigkeiten an den Opernhäusern viele Dirigenten nach Köln holen. Unter anderen konnten Joseph Keilberth, Ferenc Fricsay, Otto Klemperer und Georg Solti für Opern- und Konzertproduktionen gewonnen werden. Später waren auch Karl Böhm und Rafael Kubelík, Dimitri Mitropoulos und Wolfgang Sawallisch als Gastdirigenten zu Produktionen in Köln. Die Konzerte wurden zum Begriff im deutschen Nachkriegsmusikleben und es war Kochs Verdienst, „dass viele der bedeutendsten Dirigenten und Solisten, die nach dem Krieg nach Europa zurückkehrten, als ‚Startplatz‘ das Kölner Funkhaus wählten“.
1953–1955 war Koch Künstlerischer Leiter der Reihe Musik der Zeit mit vier Orchester- und vier Kammerkonzerten pro Saison.
1957 wurde Koch die Gesamtleitung der Hauptabteilung Musik mit Hörfunk und Fernsehen übertragen. Über 110 Opern wurden unter seiner Ägide bis 1976 beim WDR produziert, bei 89 Opern führte er Funkregie. Altbekanntes von Wolfgang Amadeus Mozart, Giuseppe Verdi und Giacomo Puccini stand ebenso neben Neuem und Unbekanntem wie Leonce und Lena von Werner Haentjes. Musik in historischer Aufführungspraxis wurde mit der Gründung der Cappella Coloniensis ebenso gepflegt wie im Studio für Elektronische Musik das Schaffen des 20. Jahrhunderts, allen voran zahlreiche Werke von und mit Karlheinz Stockhausen.
In den monatlichen Sinfoniekonzerten gab es einfache, raschelfreie Blätter als Programme und wurden zeitgenössische Werke von z. B. György Ligeti eingebettet in traditionelle Stücke, meist als zweites Werk vor der Pause, gedacht als Hörerziehung des Publikums in die neue Zeit. Dieses Muster hat sich bis heute bewährt und wird immer noch im aktuellen Konzertbetrieb praktiziert.
Nach der Pensionierung und dem Abschied vom WDR im Jahr 1976 kümmerte sich Koch in der Westdeutschen Konzertdirektion um die Reihe der Meisterkonzerte, baute im Auftrag von Herbert von Karajan ein Gesangsstudio für Höchstbegabte unter der Leitung von Elisabeth Schwarzkopf in Salzburg auf und war in zahlreichen Jurys zu finden, wie etwa die für den Dirigentenwettbewerb der Karajan Stiftung in Berlin, solange es seine Gesundheit zuließ. Am 8. November 1982 erlag Karl O. Koch seinem zweiten Schlaganfall in seiner Lieblingsmusikstadt Salzburg.

## Fernsehoper
Auch Koch reizte als Opernregisseur das neue Medium Fernsehen, hier eine Auswahl der Produktionen unter seiner Leitung
- Robert Schumann: Das Paradies und die Peri, 1959
- Arthur Honegger: Jeanne d’Arc au bûcher, 1960
- Giuseppe Verdi: Die Macht des Schicksals, 1960
- Leoš Janáček: Jenůfa,1960
- Giacomo Puccini: Der Mantel, 1961
- Jacques Offenbach: Hoffmanns Erzählungen, 1962
- Giuseppe Verdi: Macbeth, 1963
- Werner Haentjes: Leonce und Lena, Fernsehoper, UA 1963
- Zoltán Kodály: Háry János, 1964
- Alban Berg: Wozzeck, 1965

### Carl Orff im WDR
Unter den zeitgenössischen Komponisten hatte Koch als Produzent eine besondere Verbindung zu Carl Orff. Besonders hervorzuheben sind folgende Produktionen:
- Catulli Carmina 1951, 1952
- Carmina Burana, Trionfo di Afrodite 1957
- Oedipus der Tyrann 1967, 1968
- Prometheus 1968
- De temporum fine comoedia UA 1973 Salzburg, Dirigent: Herbert von Karajan, Bühnenregie: August Everding, Funkregie: Karl O. Koch

## Hörspiele
- 1967: George Gordon Byron: Manfred. Ein dramatisches Gedicht (Als „Sonstiger Mitwirkender“ ohne nähere Angaben aufgeführt) – Regie: Heinz Wilhelm Schwarz (Hörspielbearbeitung – WDR)[13]